# Rare
Rare este al treilea album de studio al cântăreței americane Selena Gomez. Acesta a fost lansat pe 10 ianuarie 2020, prin Interscope Records. „Lose You to Love Me” a fost lansat ca single principal la 23 octombrie 2019, urmat a doua zi de „Look at Her Now” ca al doilea single.

## Cântece
| Nr.             | Titlu                                  | Producer(s)             | Lungime |  |
| 1.              | „Rare”                                 |                         | 3:40    |  |
| 2.              | „Dance Again”                          |                         | 2:50    |  |
| 3.              | „Look at Her Now”                      | Kirkpatrick             | 2:42    |  |
| 4.              | „Lose You to Love Me”                  | Mattman & Robin Finneas | 3:26    |  |
| 5.              | „Ring”                                 |                         | 2:28    |  |
| 6.              | „Vulnerable”                           |                         | 3:12    |  |
| 7.              | „People You Know”                      |                         | 3:14    |  |
| 8.              | „Let Me Get Me”                        |                         | 3:09    |  |
| 9.              | „Crowded Room” (featuring 6lack)       |                         | 3:06    |  |
| 10.             | „Kinda Crazy”                          |                         | 3:32    |  |
| 11.             | „Fun”                                  |                         | 3:09    |  |
| 12.             | „Cut You Off”                          |                         | 3:02    |  |
| 13.             | „A Sweeter Place” (featuring Kid Cudi) |                         | 4:23    |  |
| Lungime totală: | Lungime totală:                        | Lungime totală:         | 41:53   |  |

1. ↑   https://www.vulture.com/2019/11/selena-gomez-new-album-release-date.html Lipsește sau este vid: |title= (ajutor)